# Mns Baroh Lancok
Mns Baroh Lancok is een bestuurslaag in het regentschap Pidie Jaya van de provincie Atjeh, Indonesië. Mns Baroh Lancok telt 1624 inwoners (volkstelling 2010).